# 보헤미아 왕관령
보헤미아 왕관령(체코어: Země Koruny české 제메 코루니 체스케[*], 독일어: Länder der Böhmischen Krone 렌더 데어 뵈미셴 크로네[*], 라틴어: Corona regni Bohemiae 코로나 레그니 보헤미아이[*])은 보헤미아 왕국과 왕국의 영지의 집합체를 가리키는 용어이다.
1348년 4월 7일 룩셈부르크 왕가 출신의 카를 4세가 보헤미아의 왕으로 즉위하면서 등장했다. 1355년 카를 4세가 신성 로마 제국의 황제가 되었으며 1356년 금인칙서에 따라 모라바 변경백국, 실레시아 공국, 루사티아 변경백국의 봉토가 보헤미아 왕관령에 포함되었다.
1526년 12월 16일 신성 로마 제국의 페르디난트 1세 황제에 의해 보헤미아 왕국은 합스부르크 군주국에 편입되었다. 합스부르크 군주국의 보헤미아 지배는 오스트리아 제국, 오스트리아-헝가리 제국에서 이어졌고 1918년 오스트리아-헝가리 제국이 해체될 때까지 계속되었다.

## 같이 보기
- 성 이슈트반 왕관령
- 폴란드 왕국 왕관령
- 아라곤 연합왕국